# Близнюки (село)
Близнюки́ — село в Україні, Криворізькому районі Дніпропетровської області. 
Орган місцевого самоврядування — Красівська сільська рада. Населення — 283 мешканці.

## Назва
19 вересня 2024 року Верховна Рада підтримала перейменування села Суворовка на Близнюки. 26 вересня 2024 року перейменування набуло чинності.

## Географія
Село Близнюки знаходиться на лівому березі безіменної пересихаючої річечки, вище за течією примикає село Красівське, нижче за течією на відстані 1 км розташоване село Андрусівка. На річці кілька загат.

## Населення

### Мова
Розподіл населення за рідною мовою за даними перепису 2001 року:
| Мова            | Відсоток |
| --------------- | -------- |
| українська      | 94,0 %   |
| російська       | 3,5 %    |
| вірменська      | 2,1 %    |
| інші/не вказали | 0,4 %    |